# NGC 2700
NGC 2700 é uma estrela na direção da constelação de Hydra. O objeto foi descoberto pelo astrônomo Wilhelm Tempel em 1877, usando um telescópio refrator com abertura de 11 polegadas. 